# Dick Quax
Theodorus Jacobus Leonardus Quax, detto Dick (Alkmaar, 1º gennaio 1948 – Auckland, 28 maggio 2018), è stato un mezzofondista e maratoneta neozelandese, medaglia d'argento olimpica a Montréal 1976 nei 5000 metri piani, specialità di cui è stato detentore del record mondiale.

## Biografia
Nato nei Paesi Bassi, si trasferì con la sua famiglia in Nuova Zelanda durante gli anni '50.
Si mise in luce a livello internazionale ai Giochi del Commonwealth 1970, quando vinse la medaglia d'argento nei 1500 metri piani. Nel 1972 partecipò ai Giochi olimpici di Monaco di Baviera gareggiando nei 5000 m piani, ma non riuscì a qualificarsi per la finale. Andò meglio quattro anni dopo quando vinse la medaglia d'argento alle spalle del finlandese Lasse Virén, precedendo di pochi di centesimi il tedesco Klaus-Peter Hildenbrand e il connazionale Rod Dixon. Pochi giorni prima aveva gareggiato anche nei 10000 m piani, senza riuscire a raggiungere la finale. Si trattò della sua ultima Olimpiade, non potendo gareggiare a Mosca 1980 a causa del boicottaggio.
Il 5 luglio 1977, a Stoccolma, Quax stabilì il record mondiale dei 5000 m piani migliorando di un decimo di secondo il precedente primato di Emiel Puttemans che resisteva da quasi cinque anni. Tale record, il primo rilevato con il cronometraggio elettronico, sarebbe stato superato nove mesi dopo dal keniota Henry Rono.
Negli ultimi anni della sua carriera si dedicò con successo alla maratona. Dopo il ritiro dall'attività agonistica Quax divenne dirigente sportivo e, a partire dal 2001, intraprese la carriera politica.
Quax morì nel 2018, per un tumore alla laringe.
Si sposò tre volte ed ebbe tre figli.

## Palmarès
| Anno | Manifestazione          | Sede      | Evento         | Risultato | Prestazione | Note |
| ---- | ----------------------- | --------- | -------------- | --------- | ----------- | ---- |
| 1970 | Giochi del Commonwealth | Edimburgo | 1500 m piani   | Argento   | 3'38"1      |      |
| 1972 | Giochi olimpici         | Monaco    | 5000 m piani   | Batteria  | 14'35"2     |      |
| 1975 | Mondiali di cross       | Rabat     | Corsa seniores | 91º       |             |      |
| 1976 | Giochi olimpici         | Montréal  | 5000 m piani   | Argento   | 13'25"16    |      |
| 1976 | Giochi olimpici         | Montréal  | 10000 m piani  | Batteria  | 28'56"92    |      |

## Campionati nazionali
1972
- Oro ai campionati neozelandesi, 5000 m piani - 13'59"0

1975
- Oro ai campionati neozelandesi, 5000 m piani - 13'34"6

## Altre competizioni internazionali
1976
- Argento al Bauhaus-Galan ( Stoccolma), 10000 m piani - 27'46"08
- 4º al Weltklasse Zürich ( Zurigo), miglio - 3'56"23
- Argento ai Bislett Games ( Oslo), 1500 m piani - 3'36"7

1977
- Argento all'ISTAF Berlin ( Berlino), 10000 m piani - 28'05"1
- Oro al Bauhaus-Galan ( Stoccolma), 5000 m piani - 13'12"87
- Argento al Weltklasse Zürich ( Zurigo), 5000 m piani - 13'17"32
- Oro all'Athletissima ( Losanna), 5000 m piani - 13'33"8
- Bronzo ai Bislett Games ( Oslo), 1500 m piani - 3'40"4

1978
- 7º al Bauhaus-Galan ( Stoccolma), 10000 m piani - 28'04"27
- 4º all'Athletissima ( Losanna), 5000 m piani - 13'27"82
- 6º ai Bislett Games ( Oslo), miglio - 3'57"5

1979
- 4º alla Maratona di Eugene ( Eugene) - 2h11'13"
- 10º alla Peachtree Road Race ( Atlanta) - 29'41"

1980
- Oro alla Maratona di Eugene ( Eugene) - 2h10'47"
- Oro alla Maratona di Auckland ( Auckland) - 2h13'12"
- Argento alla Mezza maratona di Las Vegas ( Las Vegas) - 1h05'37"
- Bronzo alla Trevira Twosome ( New York), 10 miglia - 47'11"
- 4º al Memorial Van Damme ( Bruxelles), 10000 m piani - 28'03"2

1983
- 98º alla Maratona di New York ( New York) - 2h23'31"

1984
- Oro alla Mezza maratona di Cottage Grove ( Cottage Grove) - 1h03'13"
- 8º alla Cascade Run Off ( Portland), 15 km - 45'06"

1985
- Oro alla Mezza maratona di Auckland ( Auckland) - 1h06'32"

1988
- Argento alla Hyatt Kingsgate ( Auckland) - 29'42"